# Saint-Barthélemy-le-Plain
 Saint-Barthélemy-le-Plain  là một xã ở tỉnh Ardèche, vùng Auvergne-Rhône-Alpes ở đông nam nước Pháp.